# Ordeal
Ordeal è il quinto album full length del gruppo musicale finlandese Skepticism, pubblicato nel 2015.
Il disco è stato registrato in presa diretta dal vivo in occasione dell'esibizione della band presso il Klubi di Turku, tenutasi il 24 gennaio dello stesso anno.
Si tratta di materiale inedito, ad eccezione delle ultime due tracce, appartenenti rispettivamente a Stormcrowfleet e Lead and Aether.
Il secondo disco contiene un DVD dell'evento.

## Tracce
1. You – 9:21
2. Momentary – 7:42
3. The Departure – 9:53
4. March Incomplete – 12:00
5. The Road – 6:58
6. Closing Music – 10:20
7. Pouring – 9:03
8. The March and the Stream – 12:27